# Klepeto

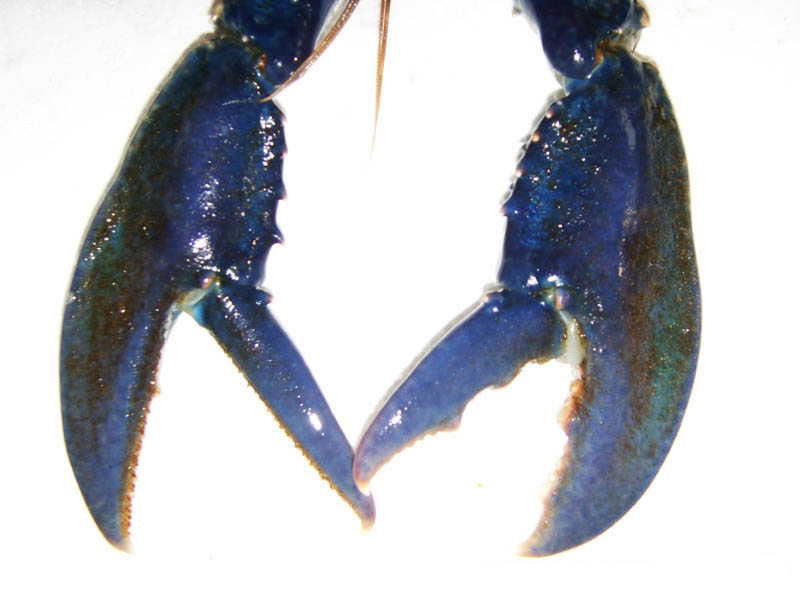
Klepeta humra evropského

Znak obce Chrustenice s račími klepety

Klepeto je hrudní končetina některých členovců sloužící k uchopování, především k přenášení potravy k ústnímu otvoru, dále k obraně před predátory. U korýšů také k přidržení partnera při pářícím aktu.

## Popis
Živočich má vždy dvojici klepet. Klepeto samotné je tvořeno pohyblivou částí a nepohyblivou. Části se uzavírají v čepelovitém kontra postoji.

### Korýši
Klepeto u korýšů (kraba nebo raka) je tvořeno pohyblivou částí dactylopodit a nepohyblivou protopodit.
U samců kraba houslisty (Uca) jsou klepeta asymetricky veliká.

### Štíři
Klepeto u štírů je tvořeno pohyblivou částí tarsus a nepohyblivou tibia.

## Fotogalerie

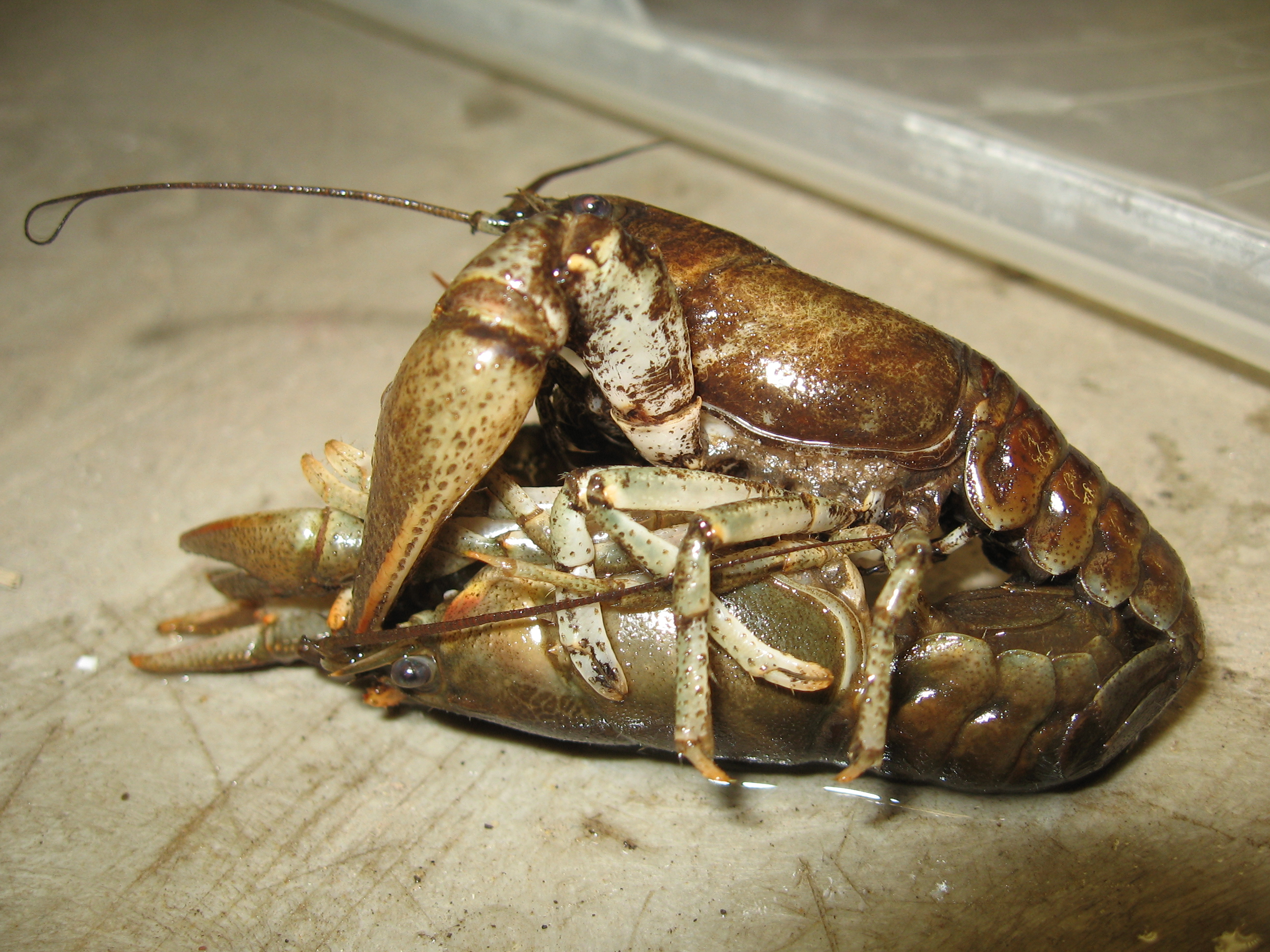
Kopulace raků Orconectes obscurus
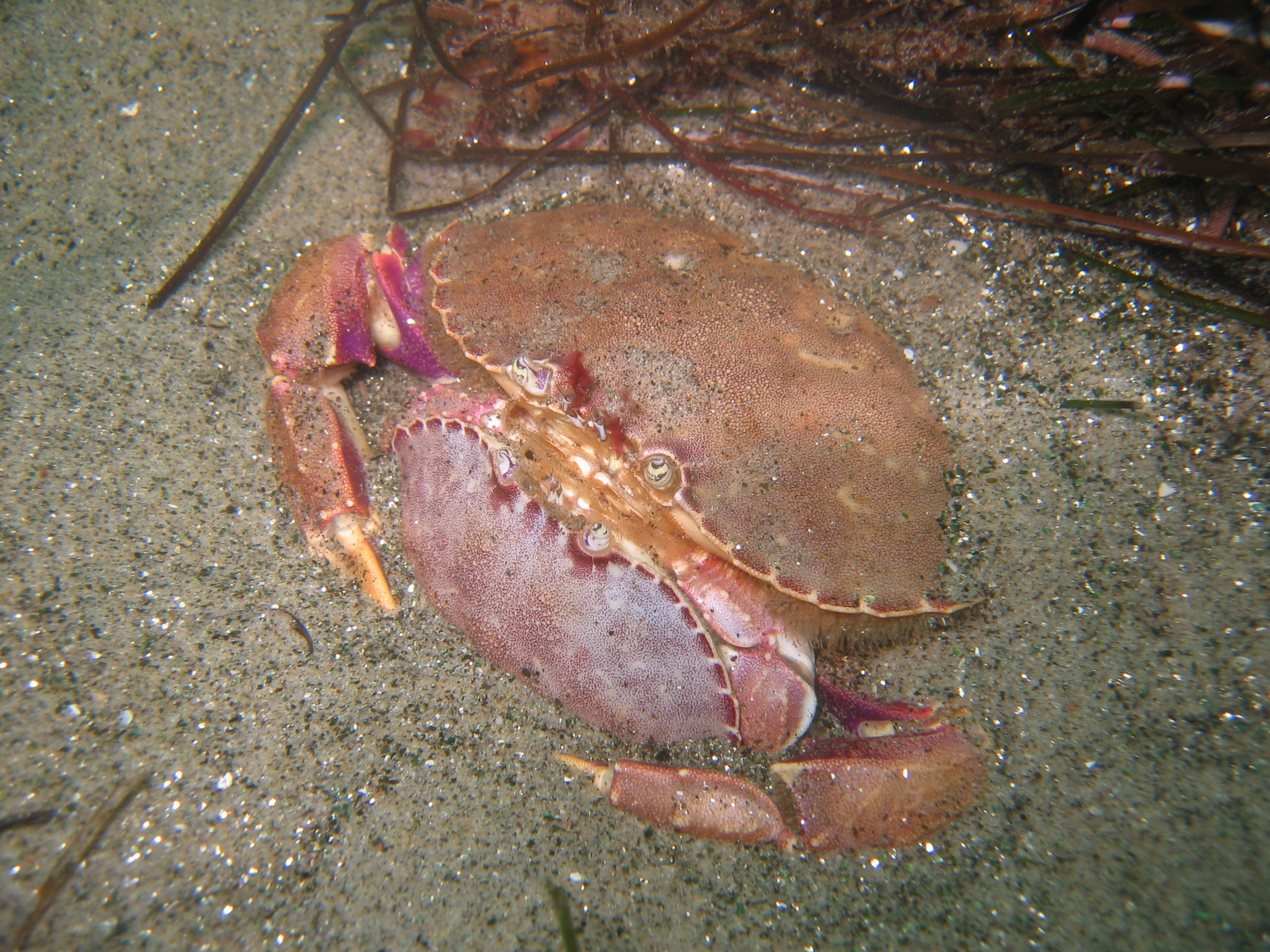
Kopulace krabů Metacarcinus gracilis
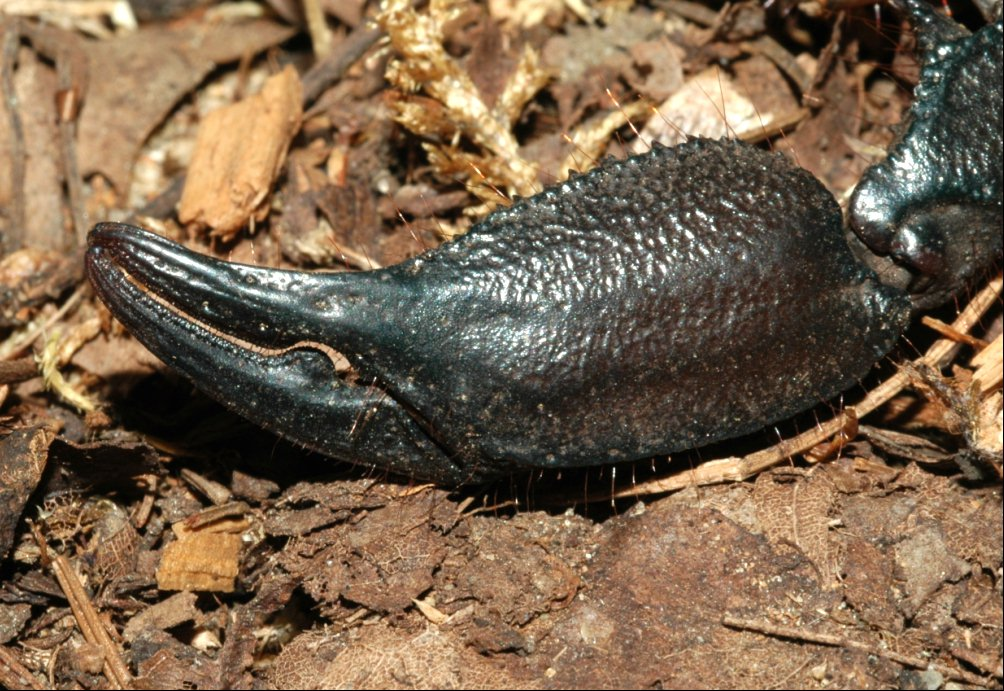
Klepeto štíra Hadogenes paucidens
Krab Uca perplexa dává signál
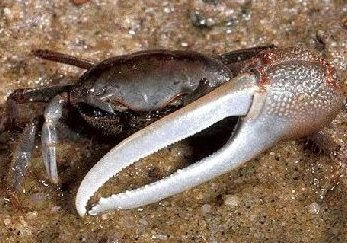
Krab houslista Uca pugnax
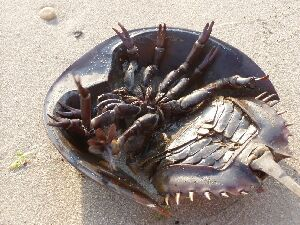
Hrotnatec Limulus polyphemus